# خمارويه
أبو الجيوش خُمَارُويه بن أحمد بن طولون (250 هـ - 282 هـ) هو الحاكم الطولوني لِمِصر وسوريا في الفترة بَين 884- 896.
تولى خُمارويه إمارة مصر بعد وفاة أبيه أحمد بن طولون سنة 270 هـ - 884 م، وقد ازدهرت الدولة الطولونية في عهده، وعُرِف عنه ترفه وإنفاقه وبذخه لِدرجة إنه أنشأ بستاناً جمع فيه كل صنوف الأشجار والطيور في العالم.
وتولى قيادة جيوش مصر وهو دون العشرين من عمره، وقد كان لديه كثير من الأعوان، فقد أولى اهتمامًا بالجيش لمواجهة ما ينتظره من تحديات في أعقاب الأحوال السياسية المضطربة التي خلفتها وفاة أبيه. وعني عناية خاصة بفرقة «المختارة» التي كانت تشكل جنده وحرسه الخاص، كما اهتم بمظهر الجنود وزيهم، ولذلك لقب بأبي الجيوش.
وبعد عدة معارك حربية مع العباسيين والبيزنطيين، كون دولة عريضة قاعدتها مصر حيث امتدت من برقه (في ليبيا) غربًا إلى الفرات (في العراق) شرقًا، ومن آسيا الصغرى (تركيا) شمالاً حتى بلاد النوبة (مصر) جنوبًا.

## خمارويه والخليفةالمعتضد بالله
لما توفي الخليفة العباسي المعتمد على الله وتولى المعتضد بالله الخلافة بادر إليه خُمارويه بالهدايا والعطايا فَجنح إلى السلم معه، كما جنح هو للسلم لإكساب دولته الصفة الشرعية، فأقره المعتضد بالله على عمله فسأله خمارويه أن يزوج ابنته أسماء المُلقبة قطر الندى لإبنه أبو محمد علي المُكتفي باللّه وهو إذ ذاك ولي العهد فَطلب المعتضد باللّه أن يتزوجها هو نفسه فتزوجها وجعل صداقها ألف ألف درهم  وأرسل المعتضد بالله لِخمارويه بِمصر باثنتي عشرة خلعة وسيفاً وتاجاً ووشاحاً، واعترفت الخلافة العباسية بحكم خمارويه وأبنائه من بعده لمدة ثلاثين عامًا وحتى يرضي المعتضد بالله ابنه المكتفي بالله قلده ولاية الري وقزوين وهمدان والدينور.
يُقال أراد المعتضد بالله بِتزوجها أن يفقر بني طولون وقد كان ما أراد فإنه يقال أن خمارويه صرف في تجهيزها ما لا يقدر حتى قيل أنه صنع لها ألف هاون من الذهب وكان الزفاف أسطورياً لا تزال تتردد أصداؤه في التراث الشعبي المصري حتى الآن، حيث إنه استمر عدة أشهر، ويعد من أطول احتفالات الزفاف في تاريخ البشرية. وهو حفل الزفاف الذي استنزف موارد الدولة الطولونية وعجل بنهايتها الدرامية فكان عصره من عصور الفساد في مصر بسبب تبذيره الشديد في أموال الدولة.
ولما حملت أسماء بنت خمارويه في أواخر سنة 281 هـ / 894 م إلى الخليفة خرجت معها عمتها شيبان وشيعتها عمتها الأُخرى العباسة ابنتي أحمد بن طولون إلى آخر أعمال مصر من جهة الشام ونزلت هُناك وضربت فساطيطها وبنت مكانها قرية سمتها باسمها قيل لها العباسة، وهي عامرة إلى اليوم وبها جامع وسوق، ووصلت قطر الندى إلى بغداد في أول محرم 282 هـ، وزفت إلى الخليفة في شهر ربيع الأول من نفس العام.
واشترط الخليفة المعتضد بالله على خمارويه أن يحمل إليه كل سنة ثلاثمئة ألف دينار ذهبي فَأدى ذلك ثم ولاه المُعتضد بالله هو وعائلته من بعده من الفرات إلى برقة ثلاثين سنة، وجعل إليه الصلاة والخراج والقضاء بمصر.
ووكّل خمارويه الحسن بن عبد الله المَعروف بابن الجصاص تدبير أمر الجهاز، وإعداده حتى يضاهي نعمة الخلافة، وكان ابن الجصاص رجلاً جوهرياً، وتاجراً، له نسب في بغداد وموطن في مصر، وبفنه وتدبيره راح يعد الجهاز على ما يتخيله جوهري وما يشتهيه تاجر، وفتحت له خزائن مصر على مصراعيها يغرف منها الآلاف الآلاف وينفق منها ولا يحاسبه أحد.
ولما فرغ خمارويه من جهاز ابنته قطر الندى أمر فبنى لها على رأس كل منزلة تنزل فيها قصراً فيما بين مصر وبغداد، وامتدت القصور بين شاطئ النيل وشاطئ بغداد حتى لا تحس العروس بِعناء السفر، وخرج معها عمها نائباً عن أخيه خمارويه في جماعة من الأمراء مع ابن الجصاص، وحُمل معها جهاز لم يُرَ مثله أو يسمع، كان من جملة الجهاز دكة  مصنوع بأربع قطع من ذهب عليها قبة من ذهب مُشبك في كل عين من التشبيك قرط معلق فيه حبة من جوهر لا يعرف لها قيمة، ومئة هاون من الذهب لدق الطيب، ويقول الإمام الذهبي:
«ألف هاون، وعشرون صينية ذهبية في عشرة منها مشام الصندل  زنتها أربعة وثمانون رطلاً، وعشرون صينية من فضة في عشر منها مجامر وزنها نيف وثلاثون رطلاً، ومن الثياب ما ثمنه عشرة آلاف دينار ذهبي».
وكانت مصر يومئذ في مهرجان، فٱزينت كل دارٍ فيها، وعلى كل لسان غنوة يتردد صداها على شطآن النيل «الحنة الحنة ياقطر الندى»، ولم تزل هذه الأغنية تردد على الألسن حتى اليوم.
ولما فرغ خمارويه من جهاز ابنته وإرسالها إلى زوجها المعتضد، تجهز وخرج إلى دمشق، وكان قد بنى قصراً بسفح قاسيون وأقام به.

## وفاته
قُتل في دمشق، حيث إنه في أحد الأيام خرج بِعساكر مِصر إلى الشام استعداداً لِإحدى المعارك، ونزل بِدمشق فأقام بها مدة يسيرة، وذات مساء قُتل بيد بعض خدمه في فراشه ليلة الأحد 26 ذو القعدة سنة 282 هـ وعمره 32 سنة، ثم حُمِل تابوته من دِمشق إلى القطائع بمِصر حيثُ دفن بالمقطم، وكانت مدة حكمه على مصر والشام 12 سنة و18 يوماً.